# Каркаралинский уезд
Каркаралинский уе́зд — административно-территориальная единица в составе Семипалатинской области Российской империи.
Уездный центр — город Каркаралинск.

## История
Уезд образован 21 октября 1868 года из Каркаралинского внешнего округа. Каркаралинский внешний округ образовался в 1824 году в составе Омской области Западно-Сибирского генерал-губернаторства. Каркаралинский уезд ликвидирован 17 января 1928 года (Утверждено ВЦИК 3 сентября 1928 года), а из волостей образованы районы Каркаралинского и части Сыр-Дарьинского округов, Абралинская и Дегеленская волости образовали Абралинский район, Аксаринская (часть), Беккаринская (часть) -- Аксаринский район

## Административно-территориальное деление

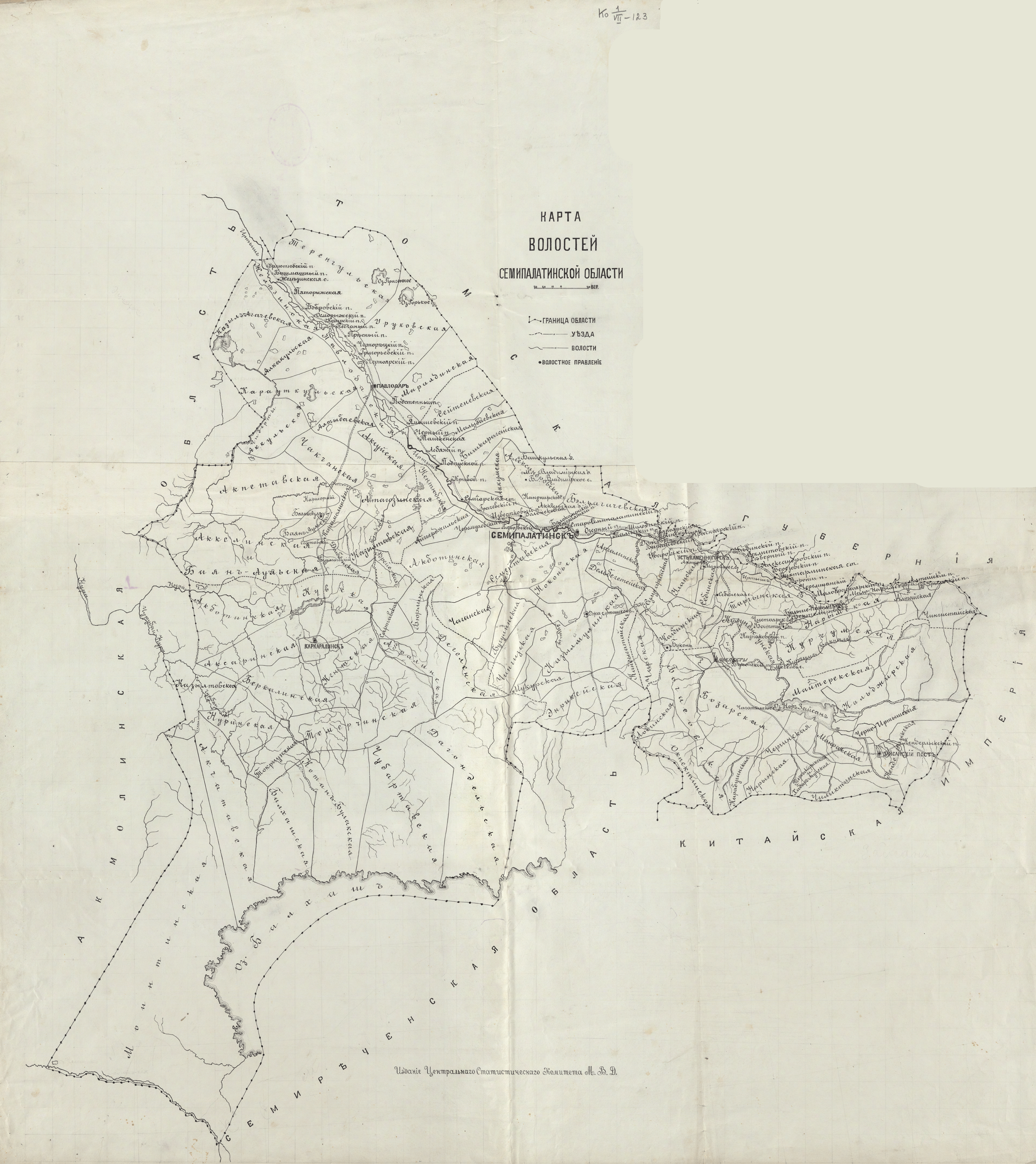
Карта волостей Семипалатинской области 1893 года

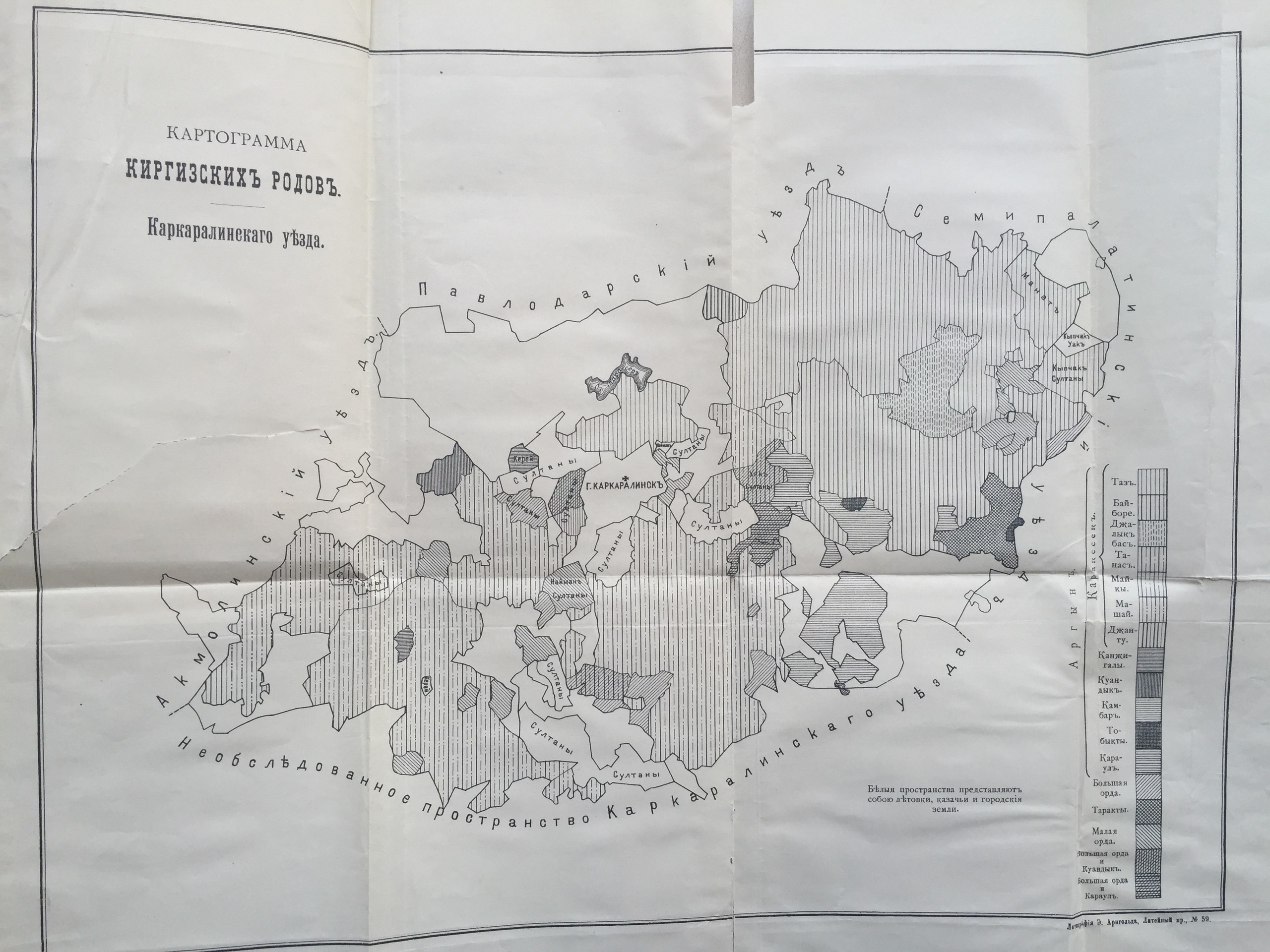
Картограмма киргизских родов Каркаралинского уезда 1905

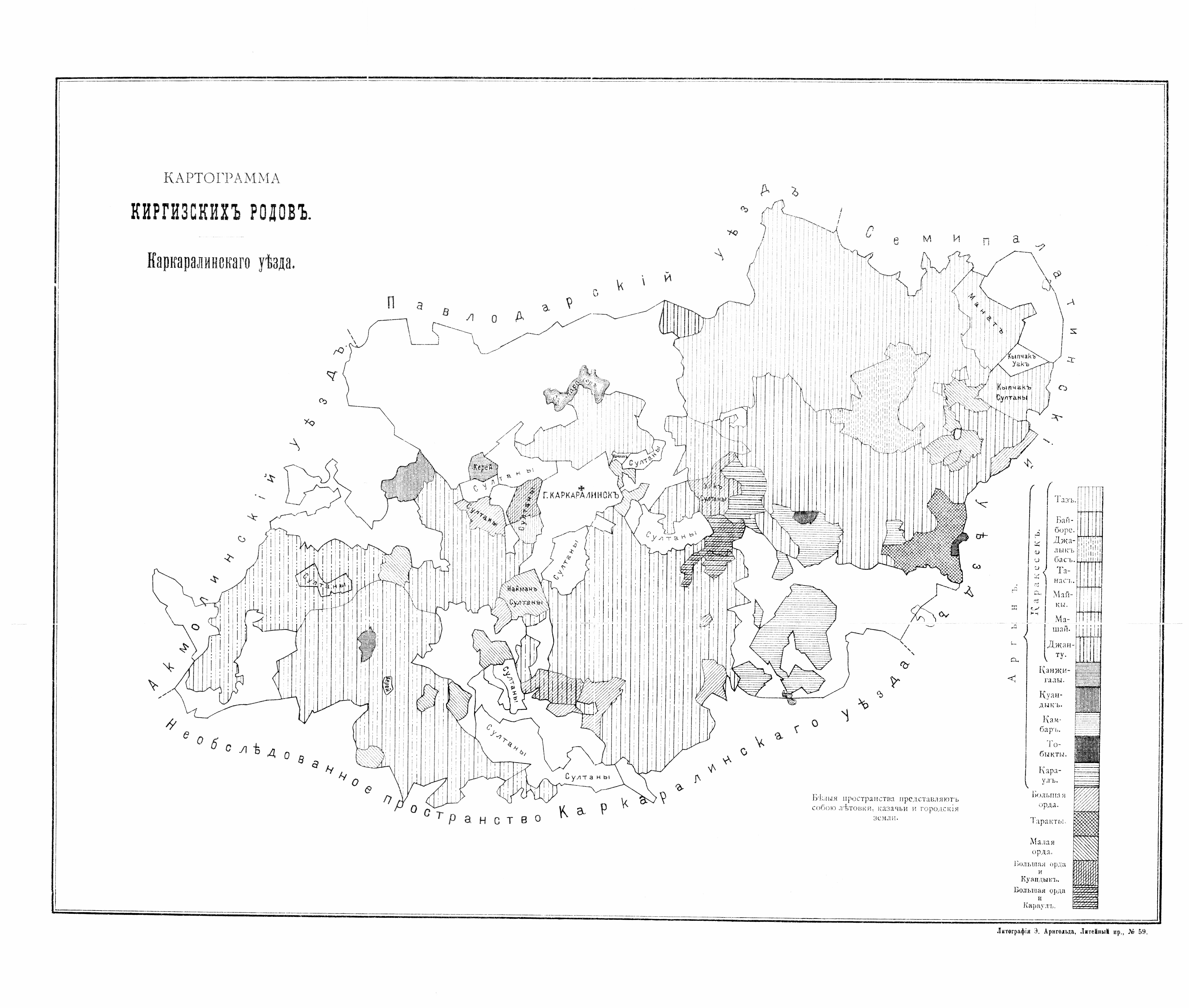
Картограмма киргизских родов Каркаралинского уезда 1905

Состоял из 22 волостей в 1900 году: Абралинская, Акботинская, Аксаринская, Акчатауская, Балхашская, Бериккаринская, Борилинская, Даганделская, Дегеленская, Котанбулакская, Кентская, Кувская, Кызылтауская, Моинтинская, Нуринская, Сарытауская, Сарыбулакская, Темиршинская, Токраунская, Шубартауская, Чуская, Едирейская
Каркаралинский уезд состоял из следующих станицы и волостей:
1. Каркаралинская
2. Кзыл-Тавской, (Коянчи-тагайская волость)
3. Кентской,
4. Абраинской,
5. Акботинской,
6. Сартавской,
7. Нуринской, (Альтеке-Сарымовская волость)[3]
8. Токраунской, (Альтеке-Сарымовская волость)[3]
9. Борлинской,
10. Эдрейской,
11. Аксаринской,
12. Темирчинской,
13. Дегеленской,
14. Кувской,
15. Котанбулакской,
16. Западно-Балхашской,
17. Моинтинской (Карсонская, Кирней-Карсонская)
18. Чубартауской.[4]

Волости на 1 января 1926 года:
1. Абралинская волость
2. Аксаринская (центр — с. Карбышевское)
3. Баурская (центр — уроч. Бюрлы)
4. Беркаринская
5. Дегандальская
6. Дегеленская
7. Катан-Балхашская (центр — уроч. Катан-Булак)
8. Кедейская (центр — уроч. Токрау)
9. Кентская
10. Кызылтаевская
11. Мендешевская (центр — уроч. Куу)
12. Темирчинская
13. Четская (центр — уроч. Моинты)
14. Чубартавская
15. Эдрейская
16. Балхашская

## Главы
| 1. Т.Ф Нифантьев 1869-1872 2. Сахновский Михаил Яковлевич 1872-1877 3. Василий Филиппов 1877-1880 4. Замятнин Евгений Владимирович 1881-1884 5. Вараскин Дмитрий Андреевич 1884-1894 6. Киниц Альфред Гвидович 1894-1902 7. Оссовский Борис Александрович 1902-1906 8. Каменьщиков Георгий Иванович 1906-1908 9. Петухов Вячеслав Михайлович 1908-1909 10. В.В. Волженский 1909-1910 11. Макаревич Леонид Андреевич 1910-1917 | 1. Мей Валентин Владиславович 1920 2. Малашкин Иван Григорьевич 1920-1921 3. Рязанцев Александр Григорьевич 1921 4. Зубов Алексей Ильич 1921-1922 5. Галоко Кузьма Корнилович 1922 6. Мусин 1922 7. Айбасов Бирмухамед? 1923-1925 8. Бектурганов Шаймерден Бейсенбаевич 1925-1926 |